# Vera Fischer

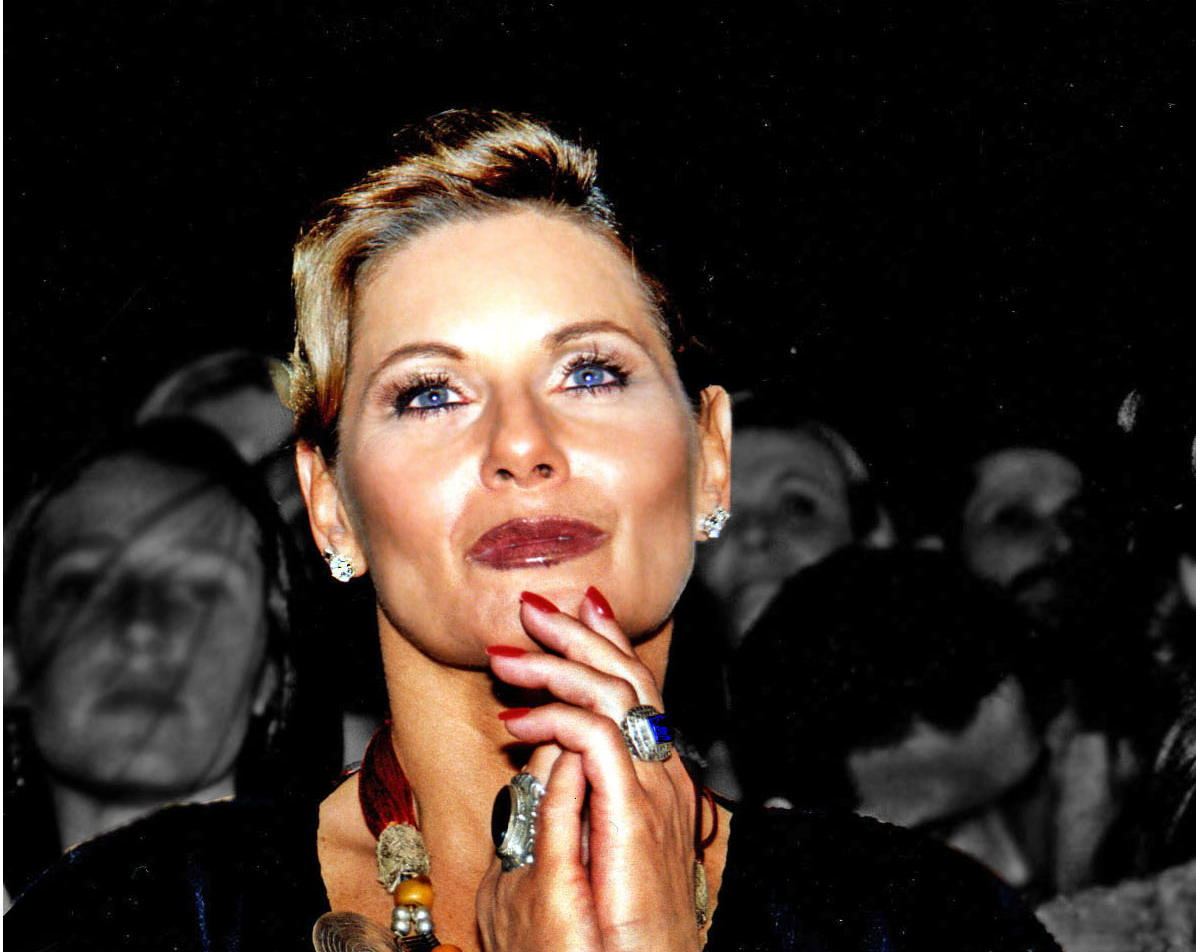
Vera Fischer 2006

Vera Lúcia Fischer (anhörenⓘ; * 27. November 1951 in Blumenau, Santa Catarina) ist eine brasilianische Schauspielerin deutscher Abstammung.

## Biografie
1969 nahm sie unter Angabe eines falschen Geburtsdatums als noch nicht Achtzehnjährige an der Wahl zur „Miss Brasilien“ teil und gewann den Titel. Danach wurde Vera Fischer zunächst zu einem der Stars der in den 1970er-Jahren in Brasilien erfolgreichen Softsex-Komödien (pornochanchadas) und gehört heute durch zahlreiche Rollen in Kinofilmen und Telenovelas zu den populärsten brasilianischen Schauspielerinnen. Auf der Bühne trat sie unter anderem als „Mrs. Robinson“ in einer Theateradaption des Filmes Die Reifeprüfung auf.
Vera Fischer war zweimal verheiratet und machte auch durch ein turbulentes Privatleben und ihre zeitweilige Drogenabhängigkeit Schlagzeilen. 1982 und 2000 posierte sie für die brasilianische Ausgabe des Playboy. Sie hat aus ihren beiden Ehen eine Tochter, die ebenfalls als Schauspielerin tätig ist, und einen Sohn.

## Preise
- 1977: Kritikerverband São Paulo (APCA), Beste Darstellerin, für Intimidade (1975)
- 1982: Brasilia Festival des brasilianischen Kinos, Beste Darstellerin, für Amor Estranho Amor (1982)